# 인도 왕비의 유산

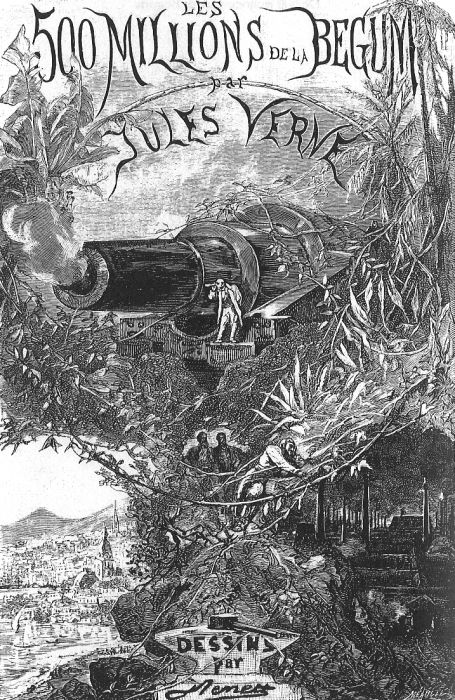
원작 표지

《인도 왕비의 유산(프랑스어: Les Cinq cents millions de la Bégum)》은 쥘 베른의 소설이다.

## 철세계
《인도 왕비의 유산》은 이해조에 의해 번안되어 《철세계》라는 이름으로 소개되었다.

## 같이 보기
- 메모리즈 (1995년 영화)